# المشبوه (فلم)
المشبوه فيلم دراما مصري من إنتاج سنة 1981. من إخراج سمير سيف، وتأليف إبراهيم الموجي، وإنتاج واصف فايز، ومن بطولة عدد كبير من النجوم المصرية مثل سعاد حسني، عادل إمام، سعيد صالح، فاروق الفيشاوي، فؤاد أحمد، علي الشريف، كريم عبد العزيز بدور الطفل. ويعتبر الفيلم واحدًا من أفضل أفلام عادل إمام. يعتبر الفيلم أول لقاء يجمع بين الفنان عادل إمام، الفنانة سعاد حسني، حيث كان فيلم حب في الزنزانة اللقاء الثاني بينهما.
كان المنتج يود في البداية تغيير المخرج سمير سيف واستبداله بمخرج آخر، فهدد عادل إمام بالانسحاب من الفيلم لو حدث ذلك.

## القصة
ماهر سيد علي وأخيه الأكبر بيومي إشتركا في السطو على شقة مفروشة، يسكنها سياح عرب من الشباب، قضوا ليلة حمراء مع العاهرة بطه، وتمكن ماهر من تخدير الشباب، ولم ينتبه لوجود بطة، التي فاجأته أثناء جمعه مقتنيات الشقة، ولكنها لم تفضحه، ودلته على الأشياء الثمينة بالشقة، وبعد نقل المسروقات للتاكسي الذي كان ينتظرهم، بقيادة شريكهم الثالث حموده الأقرع، شاهدتهم أحد الدوريات الليلية، بقيادة الضابط طارق الروبي، وتمكن بيومي من تحميل بعض المسروقات بالتاكسي، وفر هاربا بعد ترك باقي المسروقات.
تمكن ماهر من الاختباء من الضابط ومعه بطة، التي تمكنت من الهرب، بينما طارد الضابط ماهر، الذي وضع قناعًا على وجهه لا يظهر سوى عينيه، وتمكن الضابط من إصابة ماهر برصاصة في ساقه، ولكن ماهر تصارع معه، حتى تمكن من التغلب عليه، والإستيلاء على سلاحه الميري، وفر هاربًا متوجهًا لمنزل سيدة أم العيال التي تشترى المسروقات، حيث سبقه إلى هناك أخيه بيومى ومعه حموده الأقرع، واستخرجوا له الرصاصة وربط الجرح.
وبعد شفاءه، بحث عن بطة في كل مكان تتواجد به العاهرات، ولم يعثر عليها، بينما بحثت بطه عن ماهر في الأماكن التي يبيع فيها الهجامون مسروقاتهم، حتى عثرت عليه عند سيدة أم العيال، وأكملا تعارفهما بعد ان نما الحب بقلبيهما، وقررت بطه التوبة بعد ان عرض عليها ماهر الزواج، وتزوجا رغم اعتراض أخيه بيومي، ولم يتواني الضابط طارق عن البحث عن ذلك الهجام الملثم، الذي سلبه مسدسه، وعلم ان الشقة كان بها عاهرة، ظن الضابط انها شريكة الملثم، واستمرت حياة ماهر مع بطة حتى حملت ودخلت في الشهر السابع، وشعرت بألام الوضع مبكرًا ودخلت المستشفى، بينما تم القبض على حموده الأقرع، الذي اعترف على سيدة أم العيال وماهر وبيومي، وبينما قبض على ماهر وسيدة، تمكن بيومي من الهرب إلى الخارج، وكاد ماهر يقع في يد الضابط طارق، لولا أن اللواء سليم الروبي عم طارق، الذي نهره لتركه عمله والبحث عن المجرم الذي سلبه مسدسه، بعد ان أخذ الأمر بصورة شخصية، وتشاجر ماهر مع حموده، وضربه في وجهه ببشلة ففقأ له عينه اليمنى، ليحدث له عاهة مستديمة، نال عنها ماهر خمس سنوات سجن.
وضعت بطه حملها وعملت غسالة حتى تربي رضيعها، ريثما يخرج ماهر من سجنه. خرج ماهر من السجن ليجد ابنه على قد بلغ خمس سنوات، فقرر التوبة والسفر إلى بور سعيد للعمل في المنطقة الحرة، واستقامت الأمور مع ماهر، وتمكن من دفع مقدمة سيارة نقل سوزوكي، ليعمل عليها ويسدد أقساطها، حتى عين الضابط طارق في قسم بورسعيد، ويلتقي بماهر الذي كان يمر على القسم يوميًا، لقضاء فترة المراقبة، وشك طارق في ماهر، وحاول معه بكل الطرق، نزع اعتراف منه بأنه اللص الملثم الذي يبحث عنه منذ سبع سنوات، وأنكر ماهر بالطبع، ليتعرض لسيل من مضايقات ضابط المباحث، وفي تلك الأثناء عاد بيومي من الخارج، وكون تشكيلًا عصابيًا مكون من حموده الاقرع، وزميله أفيونه لسرقة مائة ألف جنيه، عبارة عن مرتبات العاملين بأحد شركات المقاولات، أثناء نقلها لمقر الشركة، وإحتاج بيومي لعضو رابع، فقرر ضم ماهر بأى وسيلة، ولكن ماهر رفض بشدة ان يعود للحرام مرة أخرى، واستمرارا لمسلسل الضغط على ماهر، وضع له الضابط طارق برنامج كعب داير للعرض على جميع أقسام الجمهورية، ربما كانت عليه احكام أو اتهامات، ليبتعد عن أسرته عدة شهور، قام فيها بيومي بحرق السيارة النقل، ليسد الطريق على توبة ماهر، وإجبار بطة على العمل راقصة في ملهى ليلي ببور سعيد، حتى عاد ماهر ليكتشف ضياع السيارة التي لم يسدد ثمنها بعد، وعمل زوجته الجديد كراقصة، وامام هذا الوضع تملك منه اليأس فوافق على الاشتراك مع بيومي في سرقة أموال شركة المقاولون.
نفذ ماهر معهم عملية السرقة ونجحت العصابة في الحصول على حقيبة النقود، وتمكن بيومي من خداع حموده وأفيونه، والهرب بالنقود مع ماهر، غير أن أفيونه أطلق الرصاص عليهما، فأصاب بيومي الذي لقي مصرعه وجعل ماهر يتره في ارض زراعية ويرحل، وتمكن ماهر من إخفاء النقود، ثم توجه للقسم ليطلب نقل مراقبته للقاهرة، ولكن الضابط طارق طمأنه بأنه تأكد من استقامته، وعلم مقاومته لضغوط اخيه بيومي، كما وافق له على نقل المراقبة، بينما كان حموده وأفيونه ينتظرونه خارج القسم، وتتبعوه حتى المكان الذي يقيم فيه، وعندما لم يجدوا النقود لديه، قاموا بخطف إبنه على، رهينة حتى يسلمهم النقود، ووافق ماهر على المبادلة، وخرج معهم ليأتي بالنقود، بينما توجهت بطه للضابط طارق لتخبره بمن قام بالسطو على أموال شركة المقاولات، وبعد ان سلم ماهر النقود إلى حموده، طالبه الأخير بثأره القديم، وهو فقأ عينه، ولكن الضابط طارق الذي كان يقتفي أثار العصابة، تمكن من إنقاذ ماهر، الذي تولى القضاء على حموده، بينما أسرع أفيونه بالهرب ومعه الطفل على، وأسرع طارق وراء أفيونه وقتله، وأنقذ الطفل على، وإعترف ماهر لطارق بأنه اللص الملثم، وسلمه المسدس الميرى، وتقبل منه أي عقاب، ولكن طارق وعده بالمساعدة لتخفيف الحكم.

## طاقم التمثيل
- سعاد حسني بدور فاطمة / بطة
- عادل إمام بدور ماهر سيد علي.[5]
- سعيد صالح بدور بيومي سيد علي
- فاروق الفيشاوي بدور طارق الروبي
- فؤاد أحمد بدور حمودة الأقرع
- علي الشريف بدور أفيونة
- كريم عبد العزيز بدور علي ماهر سيد علي
- نعيمة الصغير بدور سيدة
- سعيدة جلال بدور عاهرة
- أحمد عبد الهادي بدور عم الرائد طارق
- منى عبد الله بدور الممرضة
- حمدي يوسف بدور والد الرائد طارق
- طوسون معتمد بدور المخبر
- رأفت راجي بدور ضابط مباحث بقسم بورسعيد
- عمران بحر بدور موظف بشركة المقاولات
- أحمد حسين بدور ضابط
- عواطف تكلا بدور جارة بطة
- رشوان مصطفى بدور خضير الملاح
- قاسم الدالي بدور المأذون
- مطاوع عويس بدور عسكرى
- حسين الشريف بدور ضابط شرطة
- فايزة عبد الجواد بدور مطفية لحريق السيارة
- نبوية السيد بدور مطفية لحريق السيارة
- محمد عشوب بدور البارمان
- فوزي الشرقاوي بدور موظف بشركة المقاولات
- الطوخي توفيق
- سامية سامي
- لويس يوسف
- خالد عانوس
- سيد مصطفى
- إبراهيم الطوخي

## عادل إمام
عرض هذا الفيلم سنة 1981 ويعد أول دور جدي للكوميدي عادل إمام آنذاك وقدم بعده دور جاد أيضًا وهو أمهات في المنفى بعد تقبل الجمهور لأداء عادل إمام في الأدوار الجدية وذلك ما ألفت انتبهاه النقاد وانتقل من بعد ذلك لأدوار جدية عديدة منها الغول وأنا اللي قتلت الحنش، وحتى لا يطير الدخان، والنمر والأنثى، وسلام يا صاحبي.

## وصلات خارجية
- مقالات تستعمل روابط فنية بلا صلة مع ويكي بيانات

- المشبوه على موقع قاعدة بيانات الأفلام العربية
- المشبوه على موقع IMDb (بالإنجليزية)